# マーク・ブリッジ
マーク・ロバート・ブリッジ（Mark Robert Bridge、1985年11月7日 - ）は、オーストラリア・ニューサウスウェールズ州シドニー出身の元同国代表サッカー選手。現役時代のポジションはフォワード。

## 経歴

### ニューカッスル・ジェッツ
2005年、Aリーグのシーズン中にパラマッタ・パワーからニューカッスル・ユナイテッド・ジェッツFCに加入。初ゴールを挙げるまでに時間がかかったが、2年目の2006-07シーズンに8ゴールを決め、チームの最優秀選手に選ばれた。
ジェッツでの最後の年となった2007-08シーズン、レギュラーシーズンは4ゴールと物足りないものだったが、ファイナルシリーズのグランドファイナルでこの試合唯一となるゴールを決める大仕事をやってのけ優勝に貢献した。

### シドニー
2008年3月3日、ジェッツでの契約が満了したブリッジはサイモン・コロシモ, ジョン・アロイージと共にシドニーFCの選手となり、シドニー・フットボール・スタジアムにパース・グローリーFCを迎えた試合で初ゴールを決め、5-2で大勝した。
2009年2月11日、Aリーグのオフシーズンを利用した4ヶ月のローン契約で中国の天津泰達足球倶楽部に加入するもAFCチャンピオンズリーグ2009グループステージ敗退が決定した試合が最後の試合となり、5月の終わりに返却された。
2011-12シーズン開幕戦、0-0と引き分けたメルボルン・ビクトリーFC戦で相手選手のロドリゴ・ヴァルガスと口論の際に喉を攻撃したことで、レッドカードを提示されピッチを後にした。
2012年6月1日、クラブと双方合意で契約を解除した。

### ウェスタン・シドニー
2012年6月30日、ウェスタン・シドニー・ワンダラーズFCに入団。10月27日、第4節のブリスベン・ロアーFC戦で移籍初ゴールにしてクラブ史上初ゴールを決めた。

## 代表
U-20で9試合9ゴールを記録し、U-23時代は北京オリンピックに出場。2006年8月16日、AFCアジアカップ2007 (予選)のクウェート戦で初招集を受けるも、本大会のメンバーには選ばれなかった。
2008年3月、シンガポール戦でオーストラリア代表デビューをした。